# Hugo Uddgren
Hugo Edvard Uddgren, född den 12 juni 1876 i Göteborg, död den 27 mars 1955 i Uddevalla, var en svensk militär och krigshistoriker. Han var son till Carl Uddgren.
Uddgren blev 1898 underlöjtnant vid Bohusläns regemente, där han 1901 befordrades till löjtnant och 1914 till kapten. Han avgick från aktiv stat 1926 och blev major i armén 1927. Uddén, som 1909–1910 och 1912–1913 bedrev arkivstudier i Ryssland och Tyskland, författade bland annat Kriget i Finland 1713 (1906), Kriget i Finland 1714 (1909), Bidrag till det frivilliga skytteväsendets historia (1910), Kungl. Bohusläns regemente 1661–1911: minnesskrift med anledning av regementets 250-årsjubileum (1911), Svenska krigarbragder (tillsammans med Carl Grimberg, 1914), De tappraste (1916), Karolinen Hugo Johan Hamilton (1916), Karolinen Adam Ludvig Lewenhaupt, hans krigföring i Kurland och Litauen 1703–1708 (I, 1919; II, 1950), Kungl. Bohusläns regemente 1661–1920: biografiska anteckningar om officerare och vederlikar (tillsammans med Werner Zetterberg, 1922), Ett moderniserat indelningsverk: ett inlägg i vår härordningsfråga (1923) och Hjältarna vid Magersfontein (1924). Han invaldes som ledamot av Samfundet för utgivande av handskrifter rörande Skandinaviens historia 1923. Uddgren blev riddare av Svärdsorden 1919 och av Vasaorden 1944. Han vilar på Sigelhults kyrkogård i Uddevalla.